# Liste der Naturdenkmale in Peffingen
Die Liste der Naturdenkmale in Peffingen nennt die im Gemeindegebiet von Peffingen ausgewiesenen Naturdenkmale (Stand 13. April 2024).

## Naturdenkmale
| Nr.         | Bezeichnung | Lage                                                | Beschreibung     | Bild            |
| ----------- | ----------- | --------------------------------------------------- | ---------------- | --------------- |
| ND-7232-469 | Huwelslay   | südlich des Ortes; Abteilung Auf der Huwelslay Lage | Kalksinterfelsen | Fotos hochladen |